# PGC 2294643
LEDA/PGC 2294643 ist eine Galaxie vom Hubble-Typ S0 im Sternbild Großer Bär am Nordsternhimmel, die schätzungsweise 740 Millionen Lichtjahre von der Milchstraße entfernt ist. 